# 後生可畏
《後生可畏》(Tough Fight) 是香港無綫電視1985年拍攝的電視連續劇，全劇共20集，監製伍潤泉。主要演員有黃日華、吳君如、劉嘉玲、湯鎮業、關菊英、關灼元、石堅、葉振棠等。主題曲由黎小田作曲，鄭國江填詞，葉振棠主唱。

## 故事大綱
黃學勤 (黃日華飾) 中學畢業後到社會工作，發展不如理想，但見舊日同學身居要職，立志發奮向上，利用課餘努力進修。學勤好友羅祖光 (湯鎮業飾) 從外國留學返港，欲在父親公司大展拳腳，卻為繼母鍾月湄 (關菊英飾) 所阻，後更誤中月湄圈套，幸最後得學勤及月湄之外甥女趙潔瑩 (劉嘉玲飾) 幫助，才順利度過難關。祖光為使潔瑩全心為己，不惜隱瞞未婚妻，以感情攻勢打動潔瑩，此事最終被其未婚妻識破，祖光唯有與潔瑩分手。傷心的潔瑩最後在學勤細心的開導勸解下，漸漸明白祖光乃利用自己，期間更與學勤日久生情，此時祖光與未婚妻感情破裂，重新對潔瑩展開追求，令一向胸無成府的學勤陷入友情、愛情及工作的抉擇。
另一方面，學勤之妹素蘭 (吳君如飾) 一向與兄感情深厚，年方二十的她...

## 演員表
- 石　堅
- 夏　萍
- 黃日華
- 藍　天
- 曾楚霖
- 吳君如
- 關灼元
- 羅國維
- 朱　剛
- 羅振彪
- 梁　珊
- 李雪光
- 黃思恩
- 張英才
- 陸應康
- 許逸華
- 霍潔貞
- 李樹佳
- 張文光
- 關菊英
- 蔡麗薇
- 張志強
- 池佩芬
- 劉嘉玲
- 李揚道
- 蘇杏璇
- 盧國偉
- 馮志豐
- 麥子雲
- 梁俊傑
- 鄭少萍
- 石毅魂
- 李樹佳
- 虞天偉
- 湯鎮業
- 李嘉豪
- 吳博君
- 古寶蓮
- 林采蓮
- 麥嘉豪
- 羅　蘭
- 鄭有國
- 葉振棠
- 曹　濟
- 李建川
- 鮑偉亮
- 戴志偉
- 陳庭威
- 李雲光
- 吳夏萍
- 羅妙玲
- 梁志芳
- 何鳳儀
- 吳業光
- 黎壁光
- 陳中堅
- 余慕蓮
- 麥皓為
- 佩　雲
- 葉麗霞
- 歐陽耀泉
- 吳志強
- 馬嘉麗
- 白文彪